# Богарне, Фанни де
Фанни де Богарне, урождённая Мари-Анн-Франсуаза Мушар (фр. Fanny de Beauharnais,  Marie-Anne-Françoise Mouchard; 4 октября 1737, Париж — 2 июля 1813, там же) — французская писательница и поэтесса, хозяйка литературного салона.

## Биография и творчество
Мари-Анн-Франсуаза Мушар родилась в 1737 году в Париже. Её родителями были Франсуа-Абраам-Мари Мушар, главный сборщик податей в Шампани, и его жена Анна-Луиза Лазюр. В 1753 году она вышла замуж за графа Клода де Богарне, королевского сборщика налогов, и таким образом стала впоследствии тётей будущей императрицы Жозефины де Богарне и крёстной матерью Гортензии де Богарне. У супругов родилось четверо детей, в том числе Клод де Богарне, будущий государственный деятель.
Муж Фанни, бывший также морским офицером, много времени проводил в море, и после десяти лет совместной жизни она рассталась с ним и поселилась в Париже у своего отца. Для неё началась новая жизнь хозяйки литературного салона. По свидетельству современников, Фанни де Богарне отличалась красотой и свободным нравом, и у неё было множество поклонников, в том числе поэт Клод-Жозеф Дора. Связь с последним продолжалась вплоть до его смерти в 1780 году; его преемником стал поэт и драматург Мишель де Кюбьер. В 1789 году, после Великой Французской революции, де Богарне была арестована, но вскоре отпущена на свободу. В послереволюционные годы её салон продолжал существовать, но утратил былую популярность.
Литературная карьера Фанни де Богарне началась в 1772 году, когда вышел её двухтомный сборник стихов и прозы «Mélanges de poésies fugitives et de prose sans conséquence». Впоследствии она почти исключительно посвятила себя сочинительству и написала, в числе прочего, несколько романов: «Lettres de Stephanie» (1787), «L’Abelard supposè» (1780), «L’Aveugle par amour» (1781), «L’Isle de la felicité» (1801). Де Богарне также писала стихи: как лёгкую, галантную поэзию в стиле Дора, так и философские, драматические и другого рода стихотворения.
Фанни де Богарне умерла 2 июля 1813 года в Париже.